# 東京マラソン2025
東京マラソン2025は、2025年3月2日に東京都内の日本陸上競技連盟公認コースで実施された通算18回目の東京マラソン。

## 概要
今大会はジャパンマラソンチャンピオンシップシリーズ、東京25世界陸上マラソン日本代表選手選考競技会、アボット・ワールドマラソンメジャーズシリーズXV開幕戦を兼ねている。
なお、テレビ放送は本来ならフジテレビが担当だったが、中居正広・フジテレビ問題の煽りを受け、日本テレビが受け持つ